# منظمة الشعب المسلح
منظمة الشعب المسلح (بالإسبانية: Organización del Pueblo en Armas) هي منظمة حرب عصابات غواتيمالية نشطت في غواتيمالا خلال الحرب الأهلية. انفصلت المنظمة الثورية للشعب المسلح عن القوات المسلحة المتمردة في الستينيات، حيث كانت تنتقد المجهودات العسكرية السابقة في غواتيمالا، والتي اعتبرتها فاشلة. ركزت المنظمة الثورية جهودها بشكل أساسي في المرتفعات المكتظة بالسكان والساحل الجنوبي، وحصلت على الكثير من الدعم بين السكان الهنود هناك.

## التشكيل
بعد انقلاب 1954 في غواتيمالا أصبحت البلاد في حالة أزمة. علقت الحكومة الجديدة التي أتت بها الولايات المتحدة الدستور، وسجنت الآلاف من القادة السياسيين والعماليين، ونفت مئات آخرين. بعد شهرين فقط من تولي كارلوس كاستيلو أرماس الحكم، قتل ما يقارب 8000 مزارع. غذى هذا القمع حركة حرب العصابات بشكل مباشر بعد انتهاء كافة السبل القانونية والسلمية لمواجهة ذلك، مما جعل المقاومة المسلحة هي الطريقة الحقيقية الوحيدة للتعبير السياسي للغواتيماليين عن رفضهم للقمع.
بعد هزيمة حركة 13 نوفمبر الثورية والقوات المسلحة المتمردة في أواخر الستينيات، اعترفت زعماء المنظمات بفشل استراتيجية فوكو الغيفارية. كان أحد الإخفاقات الاستراتيجية هو عدم قدرة قيادات الحركات المسلحة على دمج السكان الهنود في الأجنحة العسكرية للمنظمات.
بعد إخفاقات القوات المسلحة المتمردة، ظهرت القوات المسلحة المتمردة – جناح الغرب وهي مجموعة منشقة. انتقدت هذه المجموعة إستراتيجية فوكو التي عملت بها القوات المسلحة المتمردة، بدعوى أنها فشلت في حل قضية الهنود الحمر. عملت المجموعة سرا من عام 1971، حتى ظهرت للعلن باسم المنظمة الثورية للشعب المسلح في عام 1979.